# Godewaersvelde
Pour les articles homonymes, voir Raoul de Godewarsvelde.
Godewaersvelde (prononcé [ɡɔdvaʁsvɛld] ; en néerlandais : Godewaarsvelde, en flamand occidental : Godsvelde) est une commune française située dans le département du Nord, en région Hauts-de-France.

## Géographie

### Localisation
Godewaersvelde est située dans le Nord, à moins d'une demi-heure de Lille et de Dunkerque, le long de la frontière belge.
| Steenvoorde | Watou Belgique(Poperinge) |           |
|             | Godewaersvelde            | Boeschepe |
| Eecke       | Flêtre - Méteren          | Berthen   |

### Géologie et relief
Un manteau de terre arable recouvre une épaisse couche d'argile dite yprésienne placée dans une dépression calcaire.
Le mont des Cats est constitué de sable ferrugineux dans lequel on trouve des grès diestiens ferrugineux chargés de silex.

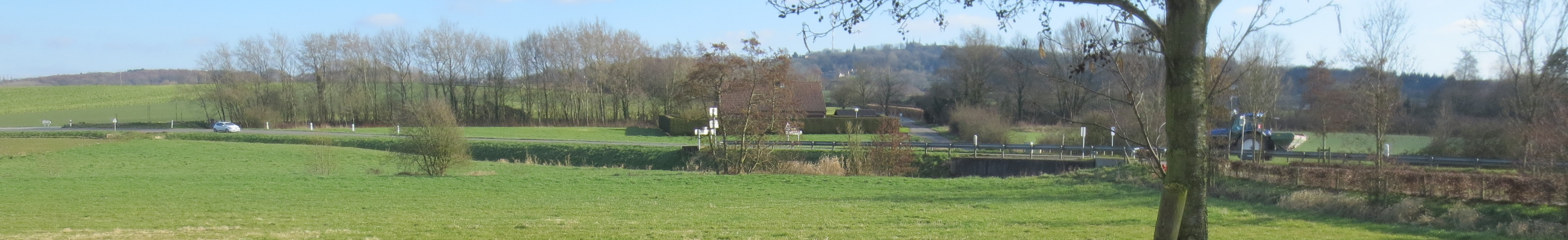
Vue panoramique de Godewaersvelde

Le centre de Godewaersvelde (coordonnées GPS : 314744872E ; 56260N). est à une altitude de 41 m.
Le mont des Cats est situé en partie sur son territoire. Le point culminant est situé sur le territoire de Berthen à l'emplacement de l'ancien moulin de pierre. Le point géodésique indique 164 mètres.
L'assise de l'ancienne voie ferrée partage son paysage en deux entités totalement différentes.
La partie Nord et Ouest est plus plate, recouverte de vastes champs cultivés.
La partie Est et Sud s'élève vers le mont des Cats, butte témoin constituée de sables et de grès ferrugineux. Cette partie est plus boisée, bocagère.

### Hydrographie

#### Réseau hydrographique
La commune est située dans le bassin Artois-Picardie. Elle est drainée par la Vleeterbeek, la Quaebecque, la Queue de Vache, la Rommel becque, la Steen Acker, Lappe, le Godewaersvelde,,.
Le cours d'eau le plus important qui traverse Godewaersvelde est la Vleterbeek (ou Becque de Flêtre) qui prend sa source au Mont des Cats, route de Méteren. Cette becque traverse l'agglomération puis s'en va vers Boeschèpe et Poperinghe où elle est canalisée: c'est le canal de Poperinghe (Poperingevaart). La Vleterbeek est un affluent de l'Yser qui se jette dans la mer du Nord à Nieuport.
Sur ce territoire, nous trouvons la Becque dite du Couvent qui descend du versant nord du mont des Cats et la Quaebecque qui prend naissance dans le bas du mont de Boeschèpe.
Les crues de ces cours d'eau sont sporadiques. L'eau monte dans le lit, s'épanche dans les prés inondables. La baisse du niveau des eaux n'a aucun rapport avec le fait que les Belges ouvrent ou non les écluses à Nieuport. En effet celles-ci sont à plus de 20 m en dessous de l'altitude de la Vleter Becque à sa sortie de Godewaersvelde.

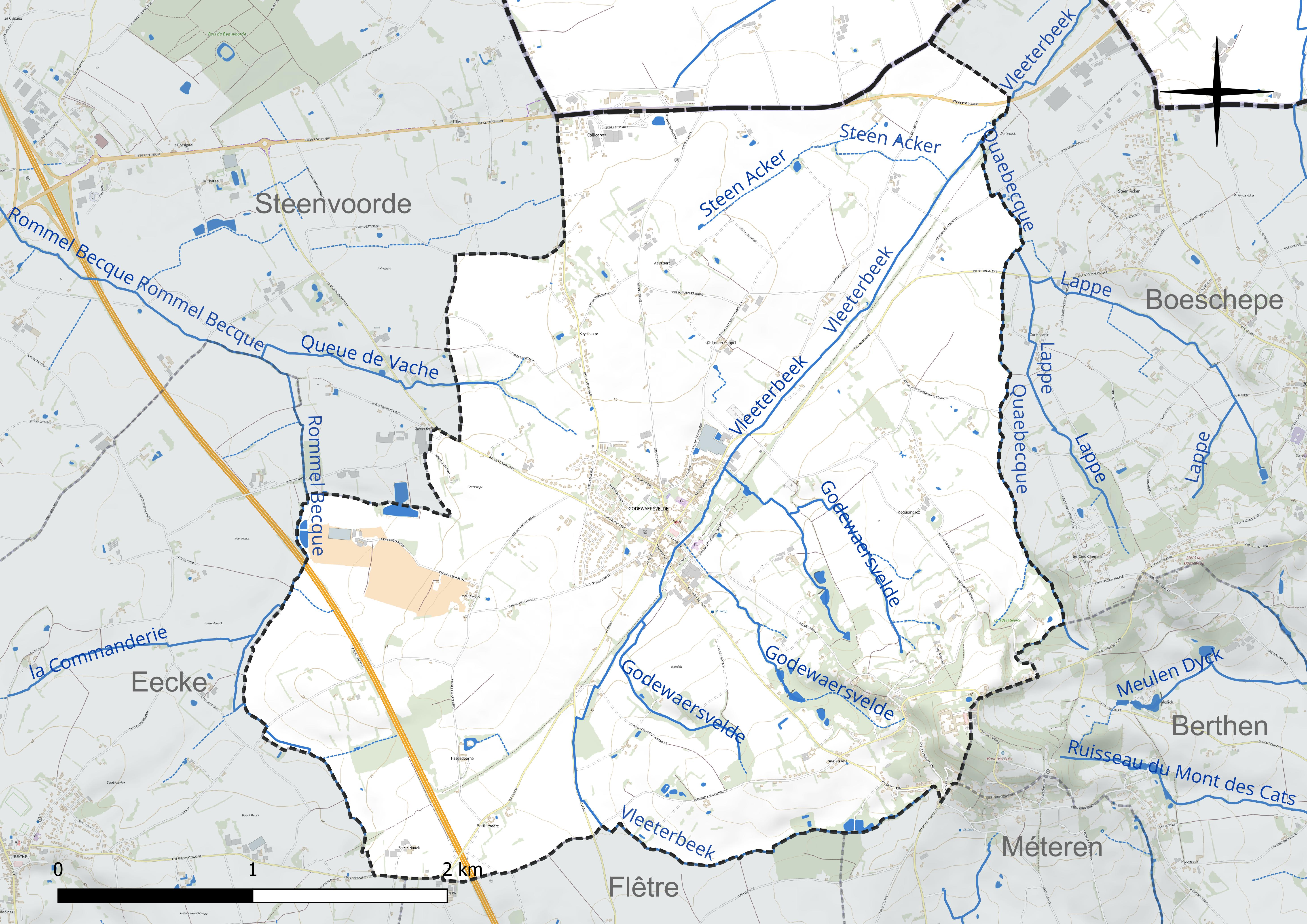
Réseau hydrographique de Godewaersvelde.

#### Gestion et qualité des eaux
Le territoire communal est couvert par le schéma d'aménagement et de gestion des eaux (SAGE) « Yser ». Ce document de planification concerne un territoire de 381 km2 de superficie, délimité par le bassin versant de l'Yser en France. Le périmètre a été arrêté le 8 novembre 2005 et le SAGE proprement dit a été approuvé le 30 novembre 2016. La structure porteuse de l'élaboration et de la mise en œuvre est l'Union syndicale d'aménagement hydraulique du Nord (USAN).
La qualité des cours d'eau peut être consultée sur un site dédié géré par les agences de l'eau et l'Agence française pour la biodiversité.

### Climat
Pour des articles plus généraux, voir Climat des Hauts-de-France et Climat du Nord.
En 2010, le climat de la commune est de type climat océanique altéré, selon une étude du CNRS s'appuyant sur une série de données couvrant la période 1971-2000. En 2020, Météo-France publie une typologie des climats de la France métropolitaine dans laquelle la commune est exposée à un climat océanique et est dans la région climatique Côtes de la Manche orientale, caractérisée par un faible ensoleillement (1 550 h/an) ; forte humidité de l'air (plus de 20 h/jour avec humidité relative > 80 % en hiver), vents forts fréquents.
Pour la période 1971-2000, la température annuelle moyenne est de 10,5 °C, avec une amplitude thermique annuelle de 13,7 °C. Le cumul annuel moyen de précipitations est de 783 mm, avec 12,4 jours de précipitations en janvier et 8,7 jours en juillet. Pour la période 1991-2020, la température moyenne annuelle observée sur la station météorologique la plus proche, située sur la commune de Steenvoorde à 5 km à vol d'oiseau, est de 11,2 °C et le cumul annuel moyen de précipitations est de 727,8 mm,. Pour l'avenir, les paramètres climatiques de la commune estimés pour 2050 selon différents scénarios d'émission de gaz à effet de serre sont consultables sur un site dédié publié par Météo-France en novembre 2022.

## Urbanisme

### Typologie
Au 1er janvier 2024, Godewaersvelde est catégorisée bourg rural, selon la nouvelle grille communale de densité à sept niveaux définie par l'Insee en 2022.
Elle appartient à l'unité urbaine de Boeschepe, une agglomération intra-départementale regroupant deux  communes, dont elle est une commune de la banlieue,,. Par ailleurs la commune fait partie de l'aire d'attraction de Lille (partie française), dont elle est une commune de la couronne,. Cette aire, qui regroupe 201 communes, est catégorisée dans les aires de 700 000 habitants ou plus (hors Paris),.

### Occupation des sols
L'occupation des sols de la commune, telle qu'elle ressort de la base de données européenne d'occupation biophysique des sols Corine Land Cover (CLC), est marquée par l'importance des territoires agricoles (91,3 % en 2018), en diminution par rapport à 1990 (93,4 %). La répartition détaillée en 2018 est la suivante :
terres arables (86,9 %), zones agricoles hétérogènes (4,3 %), zones urbanisées (4,1 %), forêts (3,6 %), zones industrielles ou commerciales et réseaux de communication (1,1 %). L'évolution de l'occupation des sols de la commune et de ses infrastructures peut être observée sur les différentes représentations cartographiques du territoire : la carte de Cassini (XVIIIe siècle), la carte d'état-major (1820-1866) et les cartes ou photos aériennes de l'IGN pour la période actuelle (1950 à aujourd'hui).

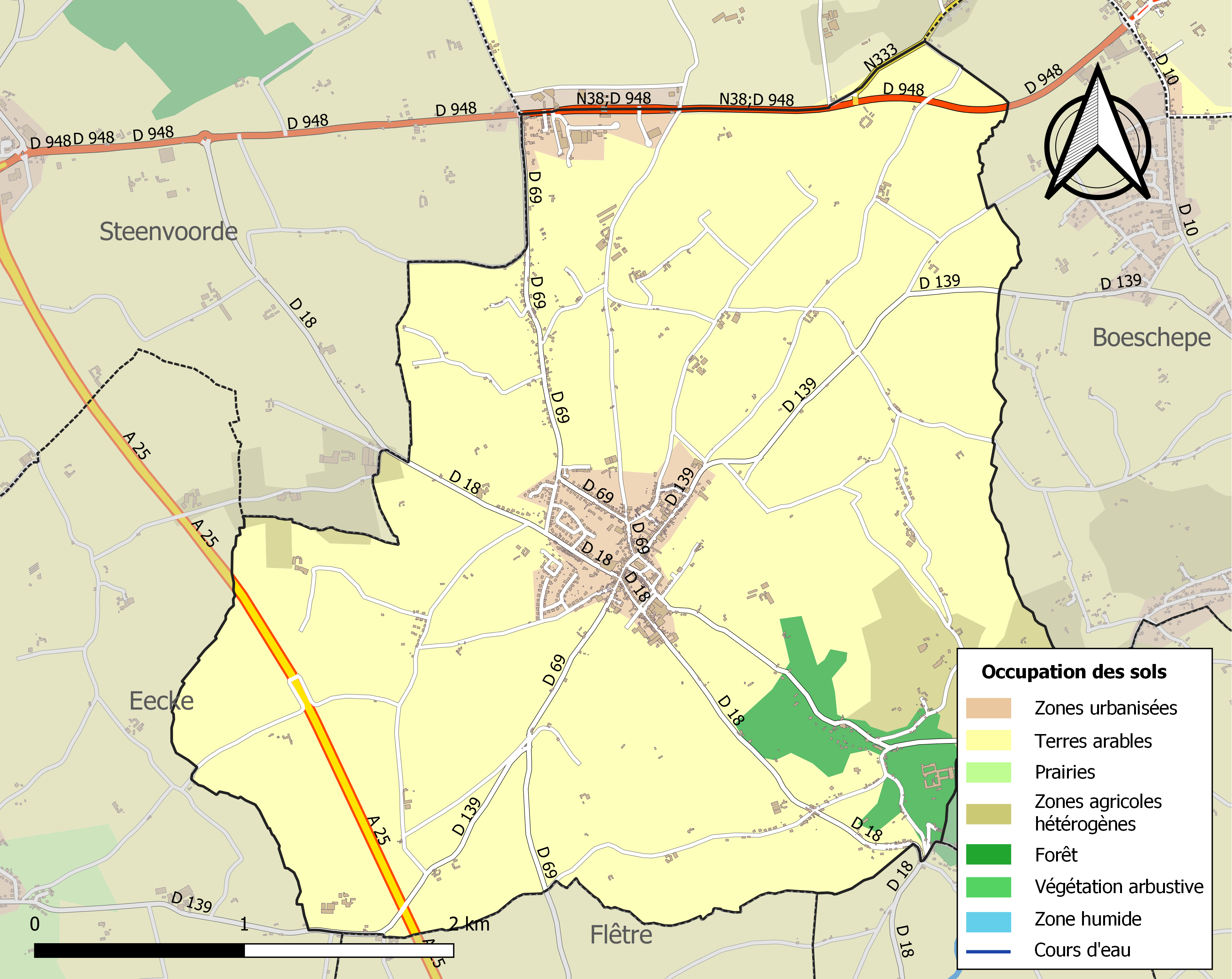
Carte des infrastructures et de l'occupation des sols de la commune en 2018 (CLC).

### Voies de communication et transports
Godewaersvelde s'étend sur 1189 hectares soit près de 12 km2 (3 km sur 4) et est traversée par plusieurs routes départementales : la RD 948 qui relie l'échangeur de la A25 à Poperinge, la RD 139 qui nous mène à Boeschèpe et Eecke, la RD 18 qui relie la Route de Poperinge à Méteren.
Par route, Steenvoorde est à 5,42 km, Lille à 40 km, Dunkerque à 35 km.
Les échangeurs de Steenvoorde et de Méteren permettent d'accéder à l'autoroute A 25 qui relie Lille à Dunkerque.

## Toponymie
De Godafrithas feldu, pays rude, sauvage, lande de Godefried, champs de Godewaer (équivalent germanique de Geoffrey), nommée Gotsvelde ou Gode dans le langage parlé,. Les soldats anglais la nommaient God lors de la première guerre mondiale. Une version populaire qui prétend que Godewaersvelde signifierait Dieu bénisse nos champs semble sans fondement, écartée par les linguistes et les historiens. Les appellations varient selon l'époque, on trouve ainsi :
- en 1295-1296 : Gaudefroit camp ;
- en 1300 : Godeverdesvelde ;
- en 1318 : Godefroichamp.

## Histoire
Godewaersvelde veut dire en néerlandais le champ de Geoffroy. La région était habité par les Ménapes, tribu belge selon César, les Morins, peuple de navigateurs étant situés plus à l'ouest, les Atrébates plus au sud.
Avant la Révolution française, du point de vue religieux, la commune était située dans le diocèse de Thérouanne puis dans le diocèse d'Ypres, doyenné de Poperinge.
Eustache Eugène d'Assignies, (famille ,d'Assignies), baron de Bailleul, seigneur d'Assignies, (baron d'Assignies ?), est probablement le dénommé Eustache d'Assignies, seigneur de Godewaersvelde, qui donne ses armes à la commune en 1776.
Godewaersvelde a disposé entre 1870 et 1954 d'une gare (gare de Godewaersvelde) située sur la ligne de chemin de fer d'Hazebrouck à Boeschepe.

Pendant la première guerre mondiale, Godewaersvelde est une des communes avec Hondschoote, Abeele, Caestre, Oost-Cappel, Winnezeele, Hardifort, à faire partie du commandement d'étapes, c'est-à-dire un élément de l'armée, installé à Steenvoorde puis transféré à Rexpoëde, organisant le stationnement de troupes, comprenant souvent des chevaux, pendant un temps plus ou moins long, sur les communes dépendant du commandement, en arrière du front. De ce fait, des troupes ont séjourné à Godewaersvelde.

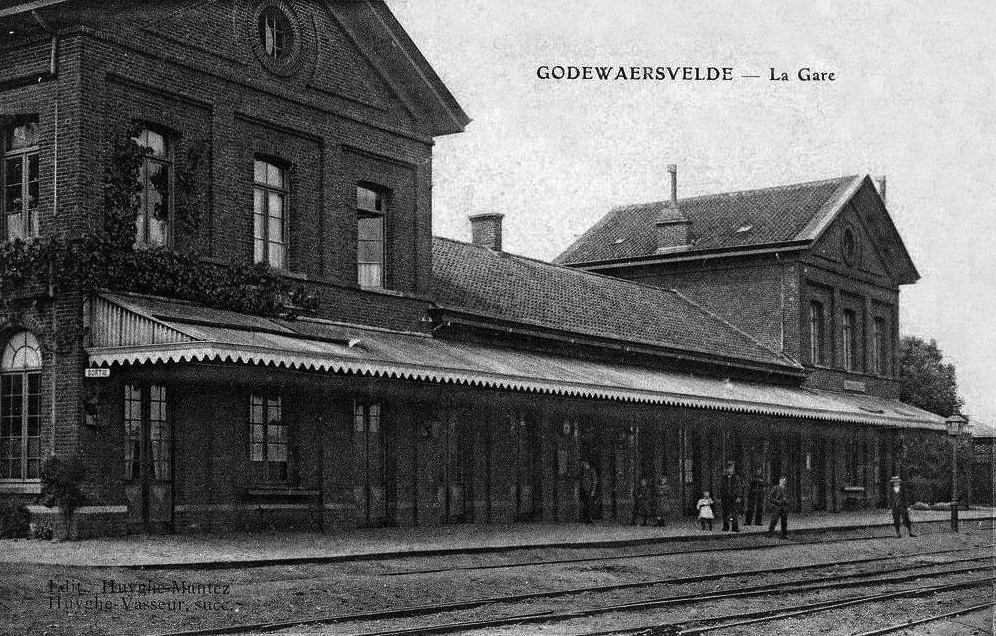
La gare de Godewaersvelde et son bâtiment voyageurs vers 1900.

## Politique et administration

### Rattachements administratifs et électoraux

#### Circonscriptions de rattachement
Godewaersvelde appartient à l'arrondissement de Dunkerque et au canton de Bailleul depuis le redécoupage cantonal de 2014. Avant cette date, la commune était rattachée au canton de Steenvoorde.
Pour l'élection des députés, Godewaersvelde fait partie de la quinzième circonscription du Nord, représentée depuis juin 2022 par Pierrick Berteloot (RN). Sous la Ve République, elle a successivement appartenu à la 12e circonscription (1958-1986), la 14e circonscription (1988-2012) et la 15e circonscription (depuis 2012).

#### Intercommunalité
Depuis le 1er janvier 2024, la commune appartient à Cœur de Flandre Agglo, intercommunalité issue de la transformation de la communauté de communes de Flandre intérieure en communauté d'agglomération. Celle-ci avait été fondée en 2014 par fusion de six anciennes intercommunalités et de 3 communes isolées. Avant cela, Godewaersvelde était membre de la communauté de communes Monts de Flandre - Plaine de la Lys, créée en 1992.

### Administration municipale
Le nombre d'habitants au dernier recensement étant compris entre 1 500 et 2 499, le nombre de membres du conseil municipal est de 19.

### Tendances politiques et résultats
Élection municipale de 2020
|                                                  | Antoine Vermeulen      | SE | 577 | 68,77 | 16 | 1 |
| Avec vous, Godewaersvelde pour un avenir durable |                        |    | 577 | 68,77 | 16 | 1 |
|                                                  | Jean-Francois Fournier | SE | 262 | 31,23 | 3  |   |
| Godewaersvelde, demain                           |                        |    | 262 | 31,23 | 3  |   |
| Source :                                         |                        |    |     |       |    |   |

La liste conduite par Antoine Vermeulen, maire de la commune de 2008 à 2014 et premier adjoint sous le mandat de Gérard Maris, remporte le scrutin avec 68,77 % des suffrages contre 31,23 % pour la liste citoyenne dirigée par Jean-Francois Fournier. Le taux de participation atteint 56,59 % (80,85 % en 2014).

## Population et société

### Démographie

#### Évolution démographique
L'évolution du nombre d'habitants est connue à travers les recensements de la population effectués dans la commune depuis 1793. Pour les communes de moins de 10 000 habitants, une enquête de recensement portant sur toute la population est réalisée tous les cinq ans, les populations de référence des années intermédiaires étant quant à elles estimées par interpolation ou extrapolation. Pour la commune, le premier recensement exhaustif entrant dans le cadre du nouveau dispositif a été réalisé en 2006.

En 2022, la commune comptait 2 037 habitants, en évolution de −0,88 % par rapport à 2016 (Nord : +0,51 %, France hors Mayotte : +2,11 %).
| 1793  | 1800  | 1806  | 1821  | 1831  | 1836  | 1841  | 1846  | 1851  |
| ----- | ----- | ----- | ----- | ----- | ----- | ----- | ----- | ----- |
| 2 022 | 1 840 | 1 897 | 1 980 | 1 821 | 1 836 | 1 838 | 1 803 | 1 776 |

| 1856  | 1861  | 1866  | 1872  | 1876  | 1881  | 1886  | 1891  | 1896  |
| ----- | ----- | ----- | ----- | ----- | ----- | ----- | ----- | ----- |
| 1 595 | 1 670 | 1 675 | 1 695 | 1 760 | 1 770 | 1 863 | 1 905 | 1 952 |

| 1901  | 1906  | 1911  | 1921  | 1926  | 1931  | 1936  | 1946  | 1954  |
| ----- | ----- | ----- | ----- | ----- | ----- | ----- | ----- | ----- |
| 1 918 | 1 896 | 1 909 | 1 947 | 1 902 | 1 810 | 1 869 | 1 882 | 1 803 |

| 1962  | 1968  | 1975  | 1982  | 1990  | 1999  | 2006  | 2011  | 2016  |
| ----- | ----- | ----- | ----- | ----- | ----- | ----- | ----- | ----- |
| 1 794 | 1 798 | 1 665 | 1 713 | 1 738 | 1 927 | 1 893 | 2 026 | 2 055 |

| 2021  | 2022  | - | - | - | - | - | - | - |
| ----- | ----- | - | - | - | - | - | - | - |
| 2 053 | 2 037 | - | - | - | - | - | - | - |

#### Pyramide des âges
La population de la commune est relativement jeune.
En 2020, le taux de personnes d'un âge inférieur à 30 ans s'élève à 33,3 %, soit en dessous de la moyenne départementale (39,1 %). À l'inverse, le taux de personnes d'âge supérieur à 60 ans est de 24,9 % la même année, alors qu'il est de 22,9 % au niveau départemental.
En 2020, la commune comptait 1 074 hommes pour 996 femmes, soit un taux de 51,88 % d'hommes, supérieur au taux départemental (48,21 %).
Les pyramides des âges de la commune et du département s'établissent comme suit.
| Hommes | Classe d’âge | Femmes |
| ------ | ------------ | ------ |
| 0,6    | 90 ou +      | 1,2    |
| 5,5    | 75-89 ans    | 6,7    |
| 17,8   | 60-74 ans    | 18,1   |
| 22,3   | 45-59 ans    | 20,3   |
| 19,2   | 30-44 ans    | 21,9   |
| 12,6   | 15-29 ans    | 13,1   |
| 22     | 0-14 ans     | 18,8   |

| Hommes | Classe d’âge | Femmes |
| ------ | ------------ | ------ |
| 0,5    | 90 ou +      | 1,4    |
| 5,3    | 75-89 ans    | 8,1    |
| 14,8   | 60-74 ans    | 16,2   |
| 19,1   | 45-59 ans    | 18,4   |
| 19,5   | 30-44 ans    | 18,7   |
| 20,7   | 15-29 ans    | 19,1   |
| 20,2   | 0-14 ans     | 18     |

## Culture locale et patrimoine

### Lieux et monuments

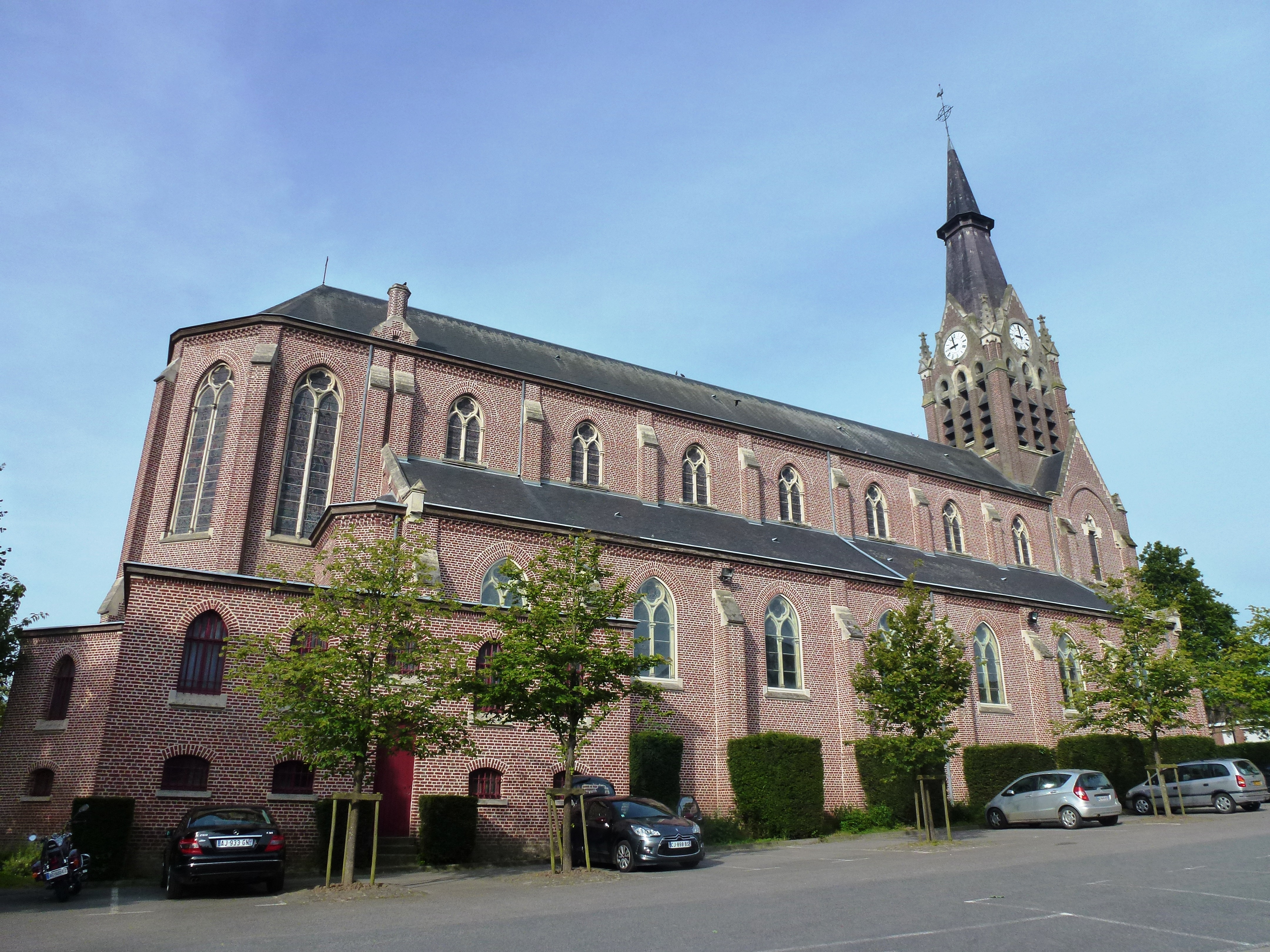
L'église Saint-Pierre

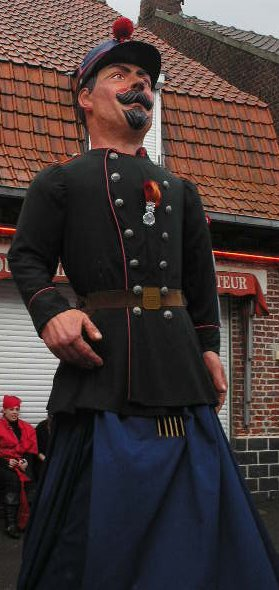
Le géant Henri le douanier

- Musée de la vie frontalière de Godewaersvelde
- Mont des Cats. Cette colline offre aux habitants et aux randonneurs, le charme discret d'un paysage vallonné, arrondi par les vents et la main de l'homme.
- Abbaye du mont des Cats
- Église Saint-Pierre de Godewaersvelde, église néogothique de l'architecte Paul Destombes. Elle renferme un riche mobilier du même style réalisé par Gustave Pattein.
- Motte féodale de l'Haeghedoorne (haie d'aubépine).

« La seigneurie d'Hagedoorne situé le gros du fief en la paroisse de Godewaersvelde châtelenie de Cassel, se consistant en un château, hautte motte entourée de fossez, cour basse, singles, drèves, pâtures, pretz, bois et terres labourables… » (1726, cité dans rapport et dénombrement par F. Marie De Vos)
- Ecole Jean Rostand.
- Ecole Jacques Prévert.

- Godewaersvelde British Cemetery
- Bertenacre Military Cemetery. Ce cimetière militaire britannique est situé dans la commune de Flêtre mais il est accessible de la route de Godewaersvelde à Eecke par un chemin de terre :

Depuis 2009, Godewaersvelde fait partie du réseau Village Patrimoine, coordonné par les Pays de Flandre.

### Personnalités liées à la commune
- Le chanteur Raoul de Godewarsvelde a pris le nom du village comme pseudonyme, village dont son arrière-grand-père  était originaire.
- Le peintre Nicolas Ruyssen (né à Hazebrouck le 26 septembre 1757) fonde la communauté du Mont des Cats (moines cisterciens - trappistes). Il meurt le 18 mai 1826 et est inhumé dans la chapelle de l'abbaye.
- Géraud Venzac (1901-1981), mort à Godewaersvelde, prêtre catholique français, moine à l'abbaye du Mont des Cats, professeur de littérature, chevalier de la Légion d'honneur, auteur de Lettres de la Trappe, Gerbert, Aurillac, 1988.

### Godewaersvelde dans la littérature et le cinéma
La commune est présente dans plusieurs films et romans pour enfants de la série Les Fabuleuses Aventures de Jean et Henri de Grégory Soodts (Les sœurs "de Catsberg" sont originaires de Godewaersvelde et le Seigneur d'Assignies, chatelain du village, est un des personnages principaux).

### Héraldique
|  | Les armes de Godewaersvelde se blasonnent ainsi : « Fascé de gueules et de vair de huit pièces ». Elles seraient issues des armoiries de la famille d'Assignies, à laquelle appartenait le château du village. |

## Pour approfondir